# Emma Thomas

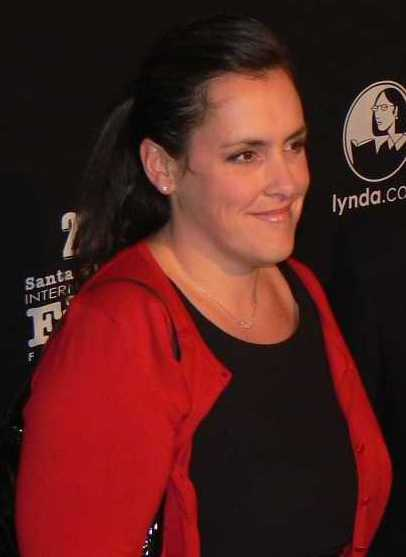
Emma Thomas (2011)

Dame Emma Thomas DBE (* 9. Dezember 1971 in London) ist eine britische Filmproduzentin.

## Leben
Thomas arbeitete in den 1980er und 1990er Jahren unter anderem als Script Supervisor diverser Hollywood-Produktionen. Seit 1997 ist sie mit dem Regisseur Christopher Nolan verheiratet und produziert viele seiner Filme. Für The Dark Knight war sie 2009 zusammen mit Nolan und Charles Roven für den PGA-Award der Producers Guild of America nominiert. 2011 war sie zusammen mit ihrem Mann für dessen Film Inception in der Kategorie Bester Film für den Oscar nominiert. 2024 erhielt sie den Oscar für den Film Oppenheimer.
Thomas und Nolan haben vier Kinder und leben in Los Angeles.

## Filmografie
- 1997: Doodlebug
- 1998: Following
- 2000: Memento (Koproduzentin)
- 2002: Insomnia – Schlaflos (Insomnia, Koproduzentin)
- 2005: Batman Begins
- 2006: Prestige – Die Meister der Magie (The Prestige)
- 2008: The Dark Knight
- 2010: Inception
- 2012: The Dark Knight Rises
- 2013: Man of Steel
- 2014: Transcendence (geschäftsführende Produzentin)
- 2014: Interstellar
- 2016: Batman v Superman: Dawn of Justice (geschäftsführende Produzentin)
- 2017: Dunkirk
- 2020: Tenet
- 2023: Oppenheimer